# British Power Boat Company
La British Power Boat Company è stata un'azienda britannica che costruiva imbarcazioni a motore e in particolare motovedette militari.

## Storia
L'azienda è stata costituita il 30 settembre 1927, quando Hubert Scott-Paine ha acquistato il cantiere di Hythe presso Southampton con l'intenzione di trasformarlo in uno dei più moderni cantieri navali, realizzando molte barche da competizione che hanno poi vinto numerosi premi in tutta Europa.
Il 3 agosto 1931 lo stabilimento venne distrutto da un incendio, ma venne rapidamente ricostruito come il cantiere più moderno ed efficiente in Gran Bretagna, passando alla progettazione di motosiluranti per la Royal Navy. Nel 1939, una di queste motosiluranti, la PT-9 negli Stati Uniti venne presa a modello dalla Elco per le sue motosiluranti.
Durante la seconda guerra mondiale la Boat Company ha realizzato un gran numero di motosiluranti e motocannoniere. Al termine del conflitto i contratti delle unità non ancora completate vennero annullati e nel 1946 l'azienda cessò l'attività.